# 大石英司
大石 英司（おおいし えいじ、1961年4月8日 - ）は、日本の小説家。本名：未公表、鹿児島県鹿屋市出身、現在は川崎市在住。既婚。

## 来歴
経済誌の記者などを経て、1986年の『B-1爆撃機を追え』でデビュー。以降、架空戦記、軍事サスペンスを中心に執筆する。作家としての活動の他に海外エアショーのレポートや、日刊のメールマガジンで時事全般を論評し発行している。
日本ペンクラブ、日本冒険作家クラブ所属。かつて日本推理作家協会の会員だったが、退会している。

## 人物
- 元衆議院議員田中康夫およびマスコミ批判ウェブサイトも開設していた。田中の長野県知事選落選直後（2006年）に、「自分のブログは役目を果たした」としてブログ閉鎖を匂わせる発言を繰り返すが、2008年9月現在もブログ執筆は継続中。
- 2008年3月、アフィリエイト収入増加のため、発行する無料メールマガジンの広告クリックを呼びかけたが、規約違反のため広告掲載用発行者IDを失効させられた。これに対して、法的処置をとることを表明したが、2008年9月現在までに具体的な動きはない。
- 『機動戦士ガンダム0079カードビルダー』(GCB)というアーケードゲームのプレイヤーで、2006年11月22日に『カードビルダーの塊』というエッセイ本を出す。

## 作風
自衛隊の特殊部隊を軸にしたシリーズや、近未来のサイバーSF的な作品が多い。この特殊部隊は前隊長（元一等陸佐・音無誠二）の名字から「サイレント・コア」と命名されており、この特殊部隊の活躍を描いた作品群は「サイレント・コア」シリーズとも呼ばれる。「サイレント・コア」シリーズは現在が舞台だが、他作品と時系列が繋がっていない番外編的な作品もあり、また近未来を描いた作品にもサイレント・コアのメンバーのその後の姿が出てきたりする。

## 著作
※初出のほとんどが新書版（ノベルズ）書き下ろしのため、版形について特記ない場合は新書版とする。また、版形変更後の出版元について特記ない場合は変更前と同じとする。

### サイレント・コアシリーズ
同部隊メンバーが登場する作品も含む。
- 『戦略原潜（レニングラード）浮上せず』（上下巻）中央公論新社、1988年10月：（文庫版）徳間書店、1993年1月
- 『核物質（プルトニウム）護衛艦隊出撃す』（上下巻）中央公論新社、1990年6月：（文庫版）徳間書店、1993年12月
- 『第二次湾岸戦争』（上下巻）中央公論新社、1992年7月：（文庫版）1995年12月
- 『自由上海支援戦争』（上下巻）中央公論新社、1993年9月：（文庫版）1997年3月
- 『環太平洋戦争』中央公論新社
  1. 『発火する（バーニング・エリア）アジア』1994年9月：（文庫版）1997年7月
  2. 『ルビーの泪』1994年11月：（文庫版）1997年8月
  3. 『神々の島』1995年1月：（文庫版）1997年9月
  4. 『資源は眠る』1995年3月：（文庫版）1997年10月
  5. 『南沙の鳴動』1995年6月：（文庫版）1997年11月
- 『アジア覇権戦争』中央公論新社
『環太平洋戦争』の続編。
  1. 『南沙争奪』1995年11月：（文庫版）1998年2月
  2. 『深海の覇者』1996年2月：（文庫版）1998年4月
  3. 『巨象の鼓動』1996年5月：（文庫版）1998年6月
  4. 『二匹の昇竜』1996年6月：（文庫版）1998年8月
  5. 『覇権の果てに』1996年7月：（文庫版）1998年11月
- 『香港独立戦争』（上下巻）中央公論新社、1996年12月/1997年1月
- 『原油争奪戦争』（上下巻）中央公論新社、1997年3月/1997年4月
- 『新世紀日米大戦』中央公論新社
  1. 『笑顔のファシズム』1997年10月
  2. 『黄色い資本主義』1997年11月
  3. 『真珠湾の亡霊』1998年1月
  4. 『トラトラトラ』1998年3月
  5. 『ミッドウェーの警鐘』1998年9月
  6. 『祖国ふたたび』1998年12月
  7. 『甦る星条旗』1999年3月
  8. 『眼下の危機』1999年6月
  9. 『地を這う者たち』1999年11月
  10. 『愚行の葬列』2000年3月
- 『深海の悪魔』（上下巻）中央公論新社、2000年8月/2000年10月
- 『石油争覇（オイル・ストーム）』中央公論新社
  1. 『南海のテロリスト』2001年1月
  2. 『驟雨の奪還作戦』2001年4月
  3. 『誤解の海峡』2001年7月
  4. 『鴨緑江を越えて』2001年10月
  5. 『明日昇る朝陽』2002年1月
- 『合衆国シリーズ』中央公論新社
  - 『合衆国封鎖』（上下巻）2002年5月、ISBN 4125007527/ISBN 412500756X
  - 『合衆国消滅』（上下巻）2002年10月/2002年11月、ISBN 4125007764/ISBN 4125007772
  - 『アメリカ分断』（上下巻）2003年3月、ISBN 412500790X/ISBN 4125007918
  - 『合衆国再興』
    - 『上 コロラド・スプリングス』2003年7月、ISBN 4125008078
    - 『中 テキサスの攻防』2003年10月、ISBN 4125008116
    - 『下 約束の地へ』2003年12月、ISBN 4125008280
- 『朝鮮半島を隔離せよ』（上下巻）中央公論新社、2004年7月、ISBN 4125008477/ISBN 4125008485
- 『魚釣島奪還作戦』中央公論新社、2004年10月、ISBN 4125008760
- 『ダーティ・ボマー』（上下巻）中央公論新社、2005年1月/2005年2月、ISBN 4125008825/ISBN 4125008833
- 『沖ノ鳥島爆破指令』中央公論新社、2005年5月、ISBN 4125009007
- 『戦艦ミズーリを奪取せよ』（上下巻）中央公論新社、2005年8月、ISBN 4125009112/ISBN 4125009120
- 『虎07潜（タイガーゼロセブン）を救出せよ』（上下巻）中央公論新社、2006年10月、ISBN 4125009317/ISBN 4125009325
- 『死に至る街』中央公論新社、2007年2月、ISBN 978-4-12-500974-2
- 『サハリン争奪戦』（上下巻）中央公論新社、2007年5月、ISBN 4125009848/ISBN 4125009856
- 『北方領土奪還作戦』中央公論新社
『サハリン争奪戦』の続編。
  1. 2008年01月、ISBN 9784125010168
  2. 2008年02月、ISBN 9784125010205
  3. 2008年04月、ISBN 9784125010274
  4. 2008年06月、ISBN 9784125010380
  5. 2008年08月、ISBN 9784125010441
  6. 2008年12月、ISBN 9784125010595
  7. 2009年01月、ISBN 9784125010618
- 『首相専用機を追え! - 蝶紋島極秘指令』中央公論新社、2009年5月、ISBN 9784125010762
- 『対馬奪還戦争』中央公論新社
  1. 2009年08月、ISBN 9784125010830
  2. 2009年09月、ISBN 9784125010861
  3. 2009年12月、ISBN 9784125010915
  4. 2010年03月、ISBN 978-4125011059
  5. 2010年04月、ISBN 978-4125011103
- 『半島有事』中央公論新社
『対馬奪還戦争』の続編。
  1. 『潜入コマンド蜂起』 2010年08月、ISBN 978-4125011196
  2. 『釜山の亡霊部隊』 2010年10月、ISBN 978-4125011226
  3. 『ソウル・レジスタンス』 2011年01月、ISBN 978-4125011363
  4. 『漢江の攻防』 2011年03月、ISBN 978-4125011486
  5. 『嵐の挟撃軍団』 2011年06月、ISBN 978-4125011561
  6. 『仁川上陸作戦』 2011年09月、ISBN 978-4125011691
  7. 『38度線を超えて』 2011年12月、ISBN 978-4125011783
- 『ピノキオ急襲』（上下巻）中央公論新社、2012年3月、2012年5月、ISBN 978-4125011912/ISBN 978-4125012001
- 『米中激突』中央公論新社
  1. 『南洋の新冷戦』2012年08月、ISBN 978-4125012117
  2. 『楽園の軍楽隊』2012年10月、ISBN 978-4125012193
  3. 『包囲下のパラオ』2012年12月、ISBN 978-4125012285
  4. 『ペリリューの激闘』2013年02月、ISBN 978-4125012360
  5. 『暁のオスプレイ』2013年04月、ISBN 978-4125012445
  6. 『南沙の独裁者』2013年06月、ISBN 978-4125012506
  7. 『奮闘の空母遼寧』2013年08月、ISBN 978-4125012582
  8. 『南シナ海海戦』2013年10月、ISBN 978-4125012667
- 『日中開戦』中央公論新社
  1. 『ダブル・ハイジャック』2014年05月、ISBN 978-4125012995
  2. 『五島列島占領』2014年08月、ISBN 978-4125013084
  3. 『長崎上陸』2014年11月、ISBN 978-4125013206
  4. 『南九州蜂起戦』2014年12月、ISBN 978-4125013305
  5. 『肥後の反撃』2015年03月、ISBN 978-4125013343
  6. 『核の脅し』2015年06月、ISBN 978-4125013428
  7. 『不沈砲台』2015年08月、ISBN 978-4125013480
  8. 『佐世保要塞』2015年11月、ISBN 978-4-12-501352-7
- 『第三次世界大戦』中央公論新社
  1. 『太平洋発火』2016年3月、ISBN 9784125013664
  2. 『連合艦隊出撃す』2016年6月、ISBN 9784125013688
  3. 『パールハーバー奇襲』2016年9月、ISBN 9784125013701
  4. 『ゴー・フォー・ブローク!』2016年11月、ISBN 9784125013725
  5. 『大陸反攻』2017年3月、ISBN 9784125013770
  6. 『香港革命』2017年8月、ISBN 9784125013794
  7. 『沖縄沖航空戦』2017年12月、ISBN 9784125013824
  8. 『フィンテックの戦場』2018年1月、ISBN  9784125013862
- 『覇権交代』中央公論新社
  1. 『韓国参戦』2018年10月、ISBN 9784125013930
  2. 『孤立する日米』2018年12月、ISBN 9784125013947
  3. 『ハイブリッド戦争』2019年3月、ISBN 9784125013985
  4. 『マラッカ海峡封鎖』2019年6月、ISBN 9784125014012
  5. 『李舜臣の亡霊』2019年9月、ISBN 9784125014036
  6. 『民主の女神』2019年12月、ISBN 9784125014067
  7. 『ゲーム・チェンジャー 』2020年1月、ISBN 	9784125014074
  8. 『香港ジレンマ』2020年3月、ISBN 9784125014111
- 『消滅世界』(上下巻)中央公論新社、2018年4月、2018年6月、ISBN 9784125013879/ISBN  9784125013893
- 『東シナ海開戦』中央公論新社
  1. 『香港陥落』2020年10月、ISBN 9784125014203
  2. 『戦狼外交』2020年12月、ISBN 9784125014241
  3. 『パンデミック』2021年1月、ISBN 9784125014258
  4. 『尖閣の鳴動』2021年3月、ISBN 9784125014296
  5. 『戦略的忍耐』2021年5月、ISBN 978-4-12-501434-0
  6. 『イージスの盾』2021年7月、ISBN 978-4-12-501436-4
  7. 『水機団』2021年9月、ISBN 978-4-12-501439-5
  8. 『超限戦』2021年10月、ISBN 978-4-12-501441-8

### その他の作品
- 『B-1爆撃機を追え』（単行本）講談社、1986年8月、ISBN 4062029081：（新書版）1992年2月：（文庫版）1993年3月
- 『カナリアが囁く街 - 警察庁が震撼した七日間』（単行本）講談社、1987年8月：（新書版）1992年12月：（文庫版）1995年2月
- 『原子力空母（カール・ヴィンソン）を阻止せよ』中央公論新社、1987年9月：（文庫版）徳間書店、1992年9月
- 『シーナイトを救出せよ』（単行本）講談社、1988年8月：（新書版）1992年9月：（文庫版）1994年8月
- 『原潜海峡を封鎖せよ』中央公論新社、1989年6月：（文庫版）徳間書店、1993年8月
- 『ジャパンカード - 極東の憂鬱』（単行本）天山出版、大陸書房、1989年9月
- 『ブルドッグシリーズ』祥伝社
  1. 『制圧攻撃機（ブルドッグ）出撃す』1990年10月：（文庫版）1996年1月
  2. 『大使を救出せよ』1991年10月
『大使奪還作戦』（文庫版）1997年1月
  3. 『飛行空母（アナハイム）を墜とせ』1993年11月：（文庫版）1997年6月
  4. 『黄金郷（レイン・フォレスト）を制圧せよ』1995年8月
  5. 『電子（サイバー）要塞を殲滅せよ』1996年8月
  6. 『極北に大隕石を追え』1997年5月
- 『第二次太平洋戦争』（上下巻）中央公論新社、1991年2月：（文庫版）徳間書店、1994年9月
- 『異常犯罪捜査官』天山出版、大陸書房、1991年5月：（文庫版）徳間書店、1994年2月
- 『ソ連極東艦隊南下す』中央公論新社、1991年7月
  - 『ロシア極東艦隊南下す』（文庫版）1995年5月
- 『極東戦域（ソビエト）軍出動セリ』天山出版、大陸書房、1991年9月：コスミック出版、1993年7月
- 『シーデビル電撃作戦』徳間書店、1991年11月：（文庫版）1995年3月
- 『UNICOONシリーズ』徳間書店
『シーデビル電撃作戦』の続編。
  1. 『南沙諸島作戦（スプラトリー・オペレーション）発令』1993年3月
『南沙諸島作戦発動』（文庫版）1997年10月
  2. 『サラエボ至急報』1994年11月
『バルカン半島至急報』（文庫版）1999年7月
  3. 『海中要塞（シーフォートレス）封殺作戦』1996年4月
  4. 『死闘!日本海海戦』1996年10月：（文庫版）1999年12月
  5. 『尖閣に幽霊船の謎を追え』1997年8月
- 『北欧孤島奪還戦線』廣済堂出版、1992年3月：（文庫版）1995年4月
- 『反乱!ロシア原潜艦隊 - 199X年日米露日本海大海戦』光文社、1992年4月
- 『樹氷戦線』立風書房、学習研究社、1992年10月
- 『ナイトメア奪回作戦』（上下巻）講談社、1994年4月/1994年5月
- 『アキレス浮上せず』角川書店、1995年2月
- 『救難飛行隊シリーズ』角川書店
  1. 『救難飛行隊』1995年11月
  2. 『緋色の狐 - SOS!朝鮮半島へ出撃せよ』1997年1月
- 『首都壊滅作戦』幻冬舎、1998年2月
- 『冥氷海域 - オホーツク「動く要塞」を追え』祥伝社、1998年5月
- 『ゼウス - 人類最悪の敵』祥伝社、2000年2月
- 『神はサイコロを振らない』（単行本）中央公論新社、2004年12月、ISBN 4120035948：（文庫版）2005年12月
- 『ぼくらはみんな、ここにいる』（単行本）中央公論新社、2005年12月：（文庫版）2007年6月
- 『女神（ミューズ）のための円舞曲（ワルツ）』（単行本）中央公論新社、2007年10月、ISBN 978-4-12-003861-7：（文庫版）2009年2月、ISBN 9784122051218